# Сякотан (Хоккайдо)

43°17′57″ пн. ш. 140°35′54″ сх. д. / 43.29917° пн. ш. 140.59833° сх. д.
Сякота́н (яп. 積丹町, しゃこたんちょう, МФА: [ɕakotaɴ t͡ɕoː]) — містечко в Японії, в повіті Сякотан округу Сірібесі префектури Хоккайдо. Станом на 1 жовтня 2008 року площа містечка становила 238,20 км². Станом на 31 березня 2017 населення містечка становило 2179 осіб.